# Toyota Century
Pour les articles homonymes, voir Century.
 (février 2015).
Si vous disposez d'ouvrages ou d'articles de référence ou si vous connaissez des sites web de qualité traitant du thème abordé ici, merci de compléter l'article en donnant les références utiles à sa vérifiabilité et en les liant à la section « Notes et références ».
La Toyota Century est une limousine exclusive produite de façon quasi artisanale depuis 1967 par Toyota dans l’usine Higashi-Fuji (en) appartenant à Kanto Auto Works (en), alors sous-traitant, entre autres, de Toyota, puis, à compter de 2020, dans l’usine Motomachi (en). Elle est essentiellement destinée au marché japonais à raison de 150 à 200 exemplaires par an. La Century était le modèle le plus luxueux de Toyota à sa création en 1967, et elle conserve ce statut de vaisseau-amiral, ce qui la destine essentiellement aux chefs d’entreprise et hommes politiques japonais ainsi qu’à la maison impériale.
Elle tire son nom du centième anniversaire de Sakichi Toyoda (né le 14 février 1867), fondateur de Toyota Industries.
Son logo, le phoenix doré, appelé Hō'ō (鳳凰) ou Fushichō (不死鳥) représente la Maison impériale du Japon.
La première génération, à moteur V8 fut fabriquée de 1967 à 1997. La deuxième génération, de 1997 à 2017, est le seul modèle japonais équipé d'un moteur V12. La troisième génération, présentée en 2017, revient à un moteur V8, cette fois hybride.
Une version SUV pourrait voir le jour au milieu de 2023.

## Première génération (G20/G30/G40, 1967)
La première Century, présentée en 1967, remplaça alors la Crown Eight de 1964, version haut-de-gamme à moteur 2.6 L V8 (type V (en) tout alu et développé avec Yamaha) de la deuxième génération de Toyota Crown. Très prisée de sa clientèle, la Century ne fut restylée qu'en 1982 et bénéficia jusqu'en 1997, sous une apparence inchangée, de nombreuses améliorations de finition et de son V8.
La Century de 1967 était équipée d'une version améliorée du moteur de la Crown Eight :  le 3.0 L 3V, à boîte de vitesses manuelle jusqu’en 1974 (boîte automatique Toyoglide à deux puis trois vitesses, en option). En 1973 elle reçut le 3.4 L 4V, qui passa à l’injection à partir de novembre 1978 (4V-EU). Le 4,0 L 5V-EU le remplaça en novembre 1982 (VG40).
Sur le montant C un badge bleu comporte une inscription V8 surmontée d’un « C » de style gothique pour « Century ».
En 1971, Toyota introduisit la climatisation automatique. Les modèles 1973 furent notamment équipés de nouvelles serrures électromagnétiques et de freins à disque à l'avant. La transmission manuelle disparut en 1975. En 1982, la suspension pneumatique passa au pilotage électronique. En septembre 1987, la boîte automatique à trois vitesses à commande hydraulique au volant fut remplacée par une boîte automatique à quatre vitesses à commande électronique. Des sièges individuels à l'avant remplacèrent la banquette. La calandre fut modifiée et des feux directionnels furent intégrés aux phares.
Les ventes de la Century ont doublé passant de 1 027 en 1985 à 2 117 en 1989, entraînant la commercialisation en octobre 1989, peu avant l’éclatement de la bulle spéculative japonaise, de la Century Limousine luxueusement équipée . Elle était plus longue de 650 mm pour une longueur totale de 5 770 mm et un empattement de 3 510 mm, comparables aux Cadillac série de Ville, Lincoln Town Car, Mercedes-Benz Classe S ou Rolls-Royce Silver Spirit de l’époque. Ses portes arrière, aux rideaux de dentelle coulissant électriquement, étaient plus longues de 150 mm et le toit en vinyle était percé de petites vitres dans les montants centraux (opera window). La production annuelle aurait tourné autour d’une cinquantaine d’exemplaires entre 1989 et 1997.

### Numéros de série et moteurs correspondants
- VG20: 3.0 L 3V V8, 1967–1973
- VG21: 3.4 L 4V V8, 1973–1975
- VG30: 3.4 L 4V-U V8, 1975–Janvier 1977
- C-VG30: Janvier 1977–Novembre 1978
- E-VG35: Novembre 1978–1982
- VG40: 4.0 L 5V-EU V8, 1982–1997
- VG45: 4.0 L 5V-EU V8 (type L) 1990–1997

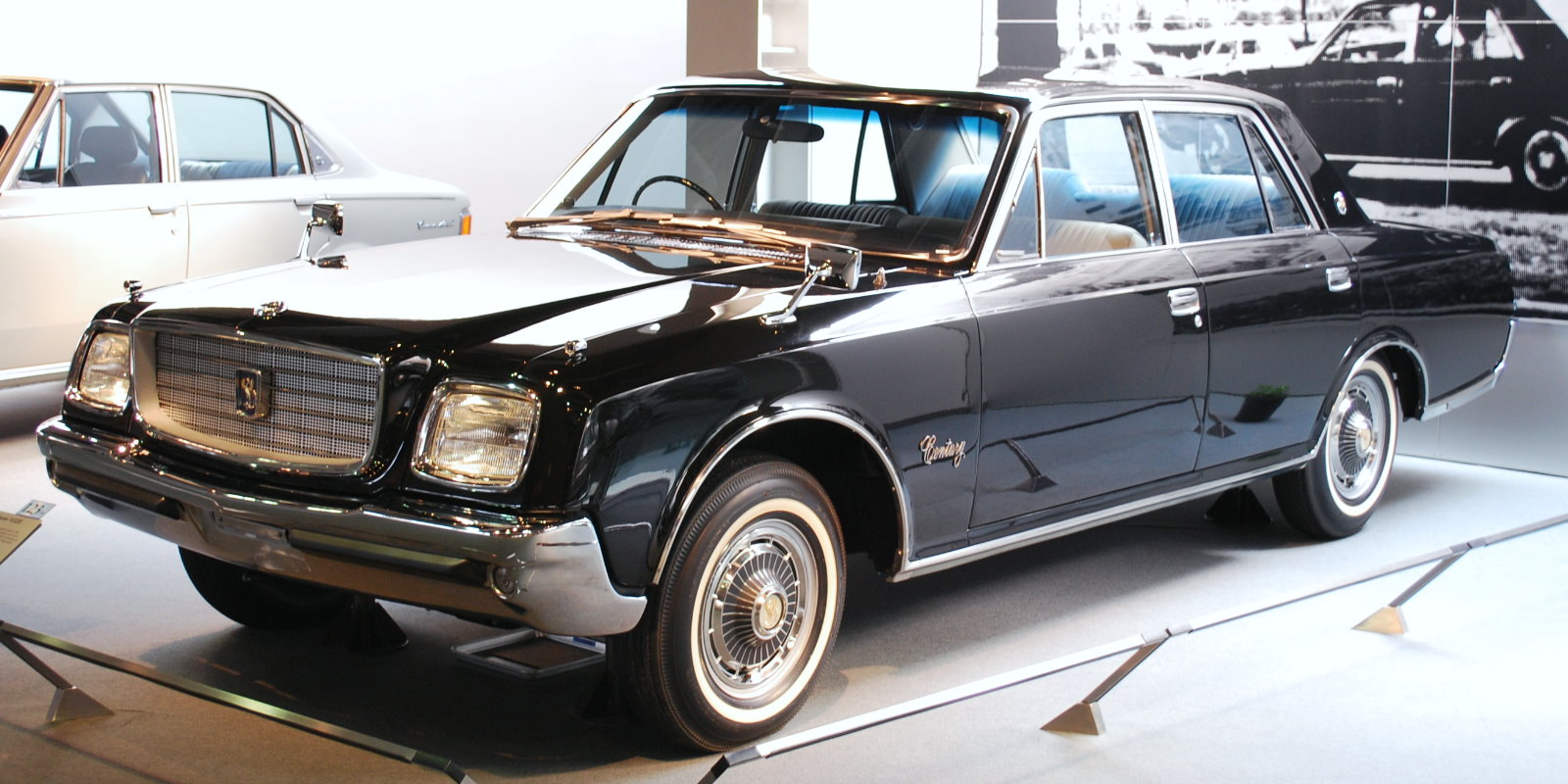
Century 1967

## Deuxième génération (G50, 1997)

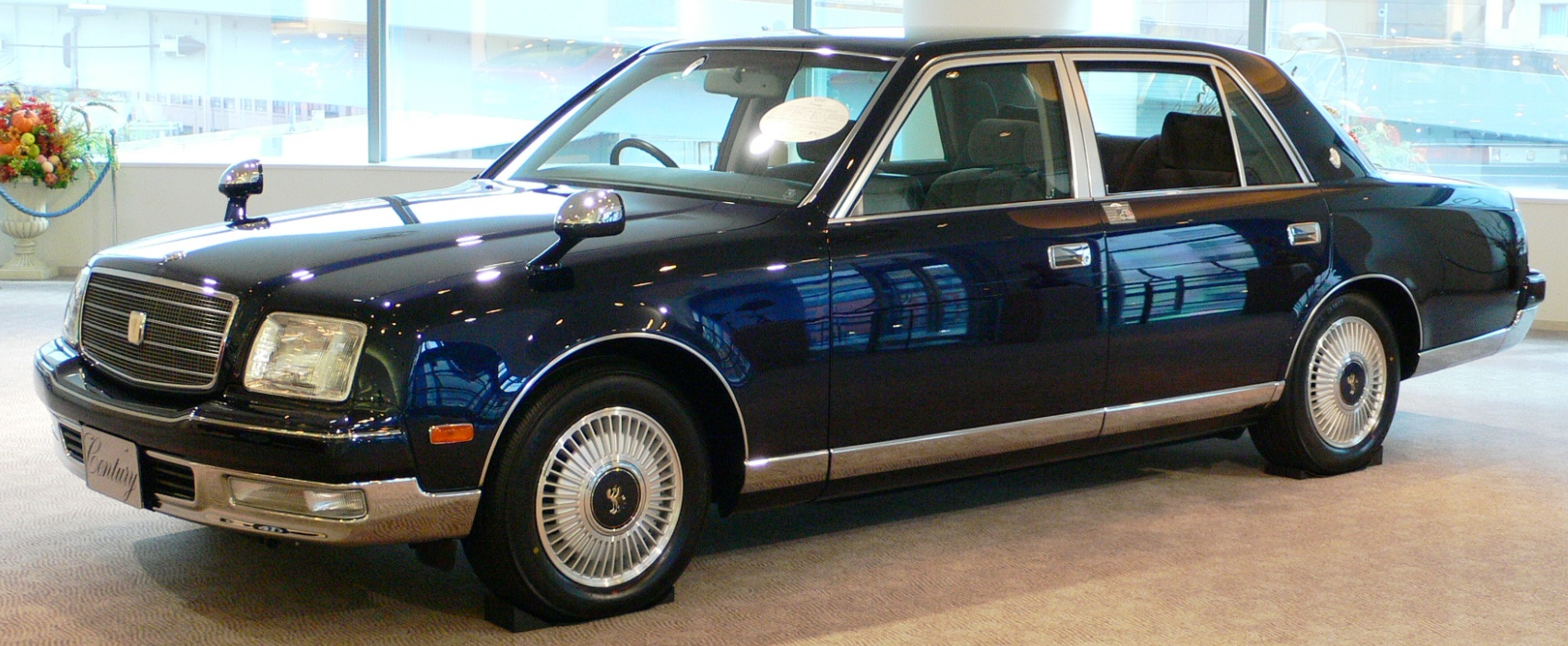
Century 1997

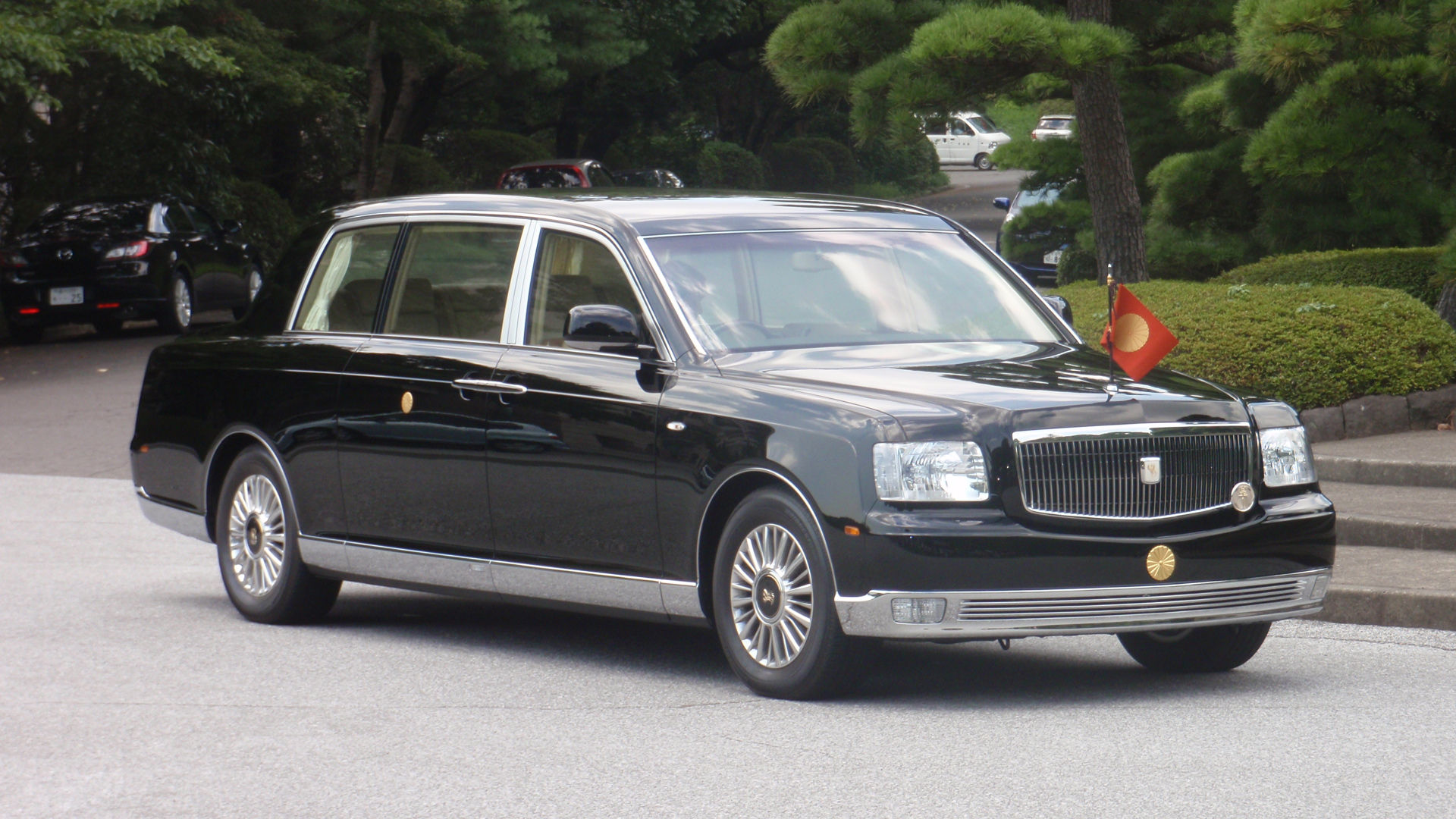
Century impériale 2006 (G51)

La Century, redessinée en 1997, mais visuellement très proche de l'ancienne, est propulsée par le V12 1GZ-FE de 5,0 litres, spécifique à ce modèle, d'une puissance de 206 kW (280 ch) à 5 200 tr/min sur les modèles japonais et de 220 kW (299 ch) au même régime sur les modèles d'exportation. Le couple maxi de 480 N m à 4 000 tr/min est déjà de 400 N m à 1 200 tr/min. Ce modèle bénéficie de suspensions pneumatiques et reçoit en 2005 de légères modifications avec notamment une boîte automatique à 6 rapports.
En 2006, une version spécialement modifiée (G51), avec portes antagonistes, et allongée de 890 mm à 6 155 mm fut construite pour l'Empereur du Japon en quatre exemplaires numérotés de un à cinq (le quatre étant omis car il se prononce comme le mot « mort »), et mise en service en juillet 2006 en remplacement des Nissan Prince Royal (en) qui dataient de 1966.
Comme toutes les voitures haut de gamme, la Century est conçue pour les passagers arrière. Ainsi, les sièges arrière sont inclinables et le siège du passager avant (uniquement sur les voitures à conduite à droite) est doté d'un dossier rabattable afin que le passager arrière puisse étendre ses jambes sur l’assise. Les sièges arrière sont équipés d'un système de massage. Les portières s’ouvrent et se ferment électriquement, en douceur.
A noter que les fauteuils sont revêtus de laine, de préférence au cuir, jugé moins confortable. La Century se distingue par des options de peinture spécifiques, différentes de celles du reste de la gamme Toyota : noir  Kamui  (カムイ), bleu Mashū Shrine (摩周湖), gris métalisé Rinpo Glorious (鸞), gris argent Seika Radiant  (精華) et bleu métallisé Seiun Cloud  (彩雲). La peinture de chaque voiture est l'une des plus abouties du processus de fabrication. Elle se fait à la main, en sept couches, suivies d'un ponçage humide, puis d'un polissage pour obtenir une finition miroir. En effet, la peinture de la Toyota Century est le résultat direct d’une tradition qui fait du miroir Yata no Kagami, représentant la sagesse, un des trois insignes impériaux. Des rideaux de dentelle blanche, plutôt que des vitres teintées, jugées moins discrètes, occultent généralement les vitres arrière.
Ce n’est qu’en novembre 1998 avec la G50 que Toyota a commencé à exporter officiellement la Century en Europe et sur d'autres marchés asiatiques, y compris la Chine et le Moyen-Orient, en la positionnant comme une voiture de fonction pour les chefs d'entreprise et officiels de gouvernement. Une centaine de voitures à conduite à gauche ont été produites pour l'exportation, dont certaines ont été envoyées aux États-Unis à des fins de promotion et d'essai. En 2023, la G50 reste la seule génération de la Century à avoir été officiellement exportée et vendue en dehors du Japon. Elle connaît cependant un succès d’estime en occasion à l’export, aux États-Unis, par exemple, où il faut attendre 25 ans pour importer une voiture à titre individuel.
Fin 2007, la Century coûtait 11 300 000 ¥, soit environ 75 000 euros.
Début 2011, la Century s'affichait à 12 000 000 ¥, soit l'équivalent de 105 000 euros.
Sa production passe de 160 exemplaires en 2010 à 205 en 2011 et 186 en 2012, pour un total de 9563 véhicules produits depuis 1996.

### Numéros de série et moteurs correspondants
- GZG50: 5.0 L 1GZ-FE V12
- GZG50L: 5.0 L 1GZ-FE V12 (conduite à gauche pour l’exportation)
- GZG50R: 5.0 L 1GZ-FE V12 (conduite à droite pour l’exportation)
- GZG51: 5.0 L 1GZ-FE V12 (Century Royal)

## Troisième génération (G60, 2018)
La troisième génération de la Century a été dévoilée au Salon de l'automobile de Tokyo d'octobre 2017, puis commercialisée le 22 juin 2018, avec des prix allant de 19 600 000 ¥ (environ 136 000 € au taux de change de février 2023) à la Century Limousine à 60 000 000 ¥ (soit 415 000 €). La production de la Century est limitée à 50 véhicules par mois, et elle est toujours construite de manière presque artisanale. En raison de l'échec des ventes de la génération précédente G50 à l'étranger, la G60 Century n'est plus disponible en dehors du marché japonais.
La Century Impériale G51, produite en 2006 pour la Maison Impériale du Japon, a clairement influencé son style traditionnel, incorporant néanmoins les mises à niveau et les avancées technologiques appropriées telles que l'assistance à la prévention des collisions Toyota Safety Sense série P, et Toyota T-Connect. Les rétroviseurs latéraux, traditionnellement installés au-dessus des roues avant, ont été remplacés par des éléments montés sur les portières avant, intégrant des clignotants. Pour la peinture, comme avec la génération précédente, seuls quatre ouvriers spécialisés et formés pendant six mois aux techniques de laquage sont habilités à la réaliser. La Century n’arbore ni le logo ni la marque Toyota, mais l'emblème traditionnel Fushichō (Phoenix) sur le capot, qui nécessite 45 jours de travail, et le nom « Century » en lettres majuscules sur le coffre. Sur le montant arrière, est apposé un badge de couleur bleue avec l’inscription « hybrid » surmontée du C de style gothique de la Century. Ce badge est une caractéristique stylistique traditionnelle de la Century, apparu pour la première fois en 1967.
Les sièges arrière sont inclinables avec chauffage intégré et fonction massage, ainsi qu’un repose-jambes électrique réglable pour le siège arrière opposé au conducteur. Un système audio est livré de série avec 20 haut-parleurs. Un écran LCD de 20 pouces permet aux passagers arrière de contrôler diverses fonctions et de lire des contenus vidéo. Le tissu de la sellerie de série continue d'être proposé en laine dans trois choix de couleurs, le cuir restant disponible en option dans deux combinaisons de couleurs. Le sélecteur de vitesses, qui pouvait être sur la colonne de direction, est désormais uniquement au plancher.
Le moteur est le V8 hybride essence de 5,0 litres 2UR-FSE (en) issu de la précédente génération de Lexus LS (2008-2017), dont l’assistance électrique permet de baisser la consommation de 8,4 l/100 km à 7,3 l/100 km. La suspension a été améliorée, passant de l'ancien double triangle à une suspension multibras avec coussins gonflables supplémentaires pour améliorer le confort de roulement.

### Numéro de série et moteur correspondant
- UWG60: 5.0 L 2UR-FSE V8

## Century SUV (2023)
En septembre 2023, Toyota présente la version SUV de sa limousine Century, disponible uniquement pour le marché local.
La Century SUV est dotée d'une motorisation hybride rechargeable composée d'un moteur thermique essence V6 de 3,5 litres de 262 ch associé à un moteur électrique pour une puissance combinée de 406 ch, l'ensemble alimenté par une batterie d'une capacité de 14,73 kWh.

### Century SUV cabriolet
En janvier 2024, Toyota présente un modèle unique de Century SUV cabriolet lors du Grand Sumo Tournament à Tokyo, destiné à parader avec les sportifs lors des compétitions Sumo au Japon.